# Pintor de Mídies

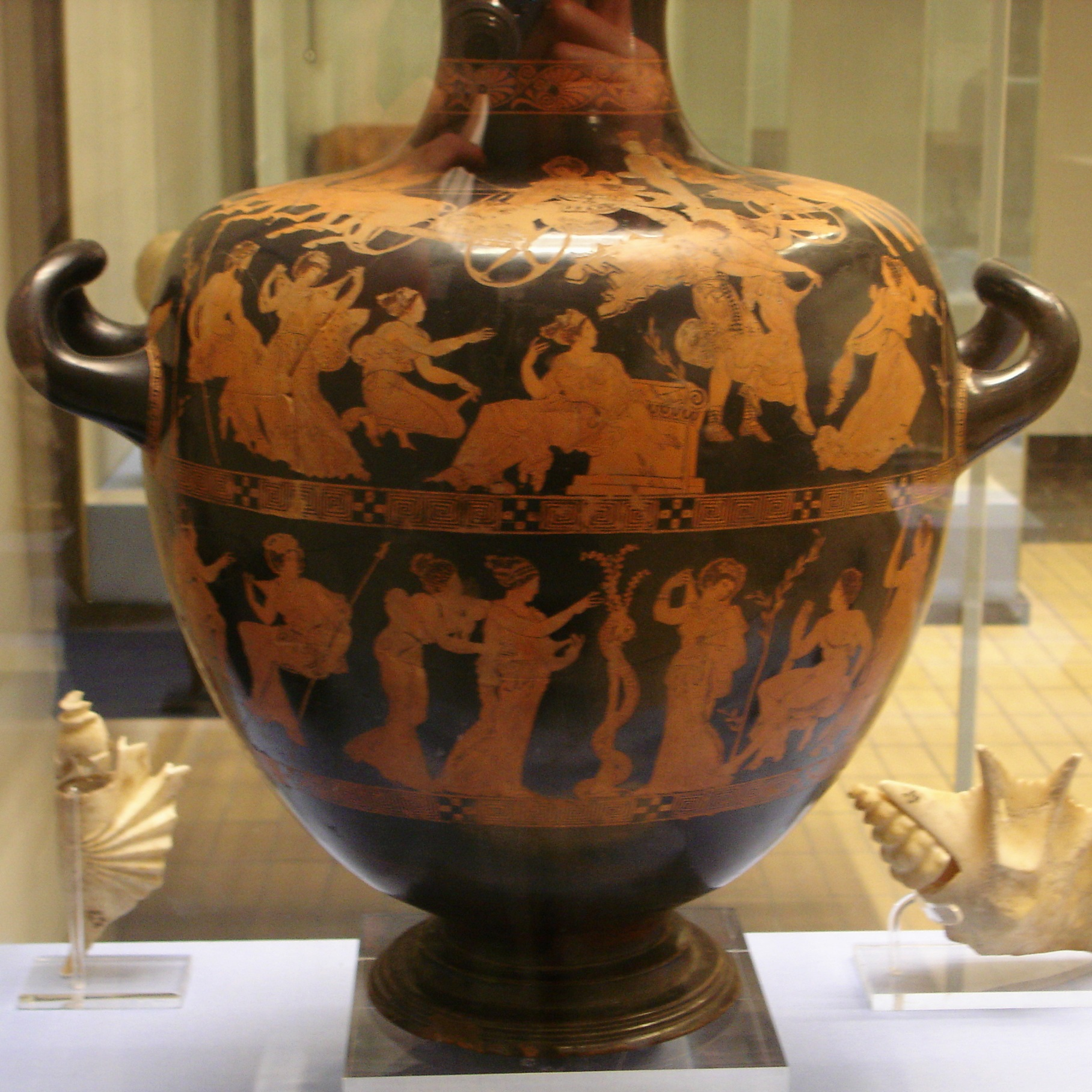
Hídria actualment a Londres (BM E 224). Museu Britànic

Pintor de Mídies és la denominació convencional d'un pintor grec antic de ceràmica de figures roges, identificat amb l'«estil florit» de finals del segle v abans de la nostra era. Va estar actiu a Atenes entre els anys 420 i 390 ae, i es caracteritzava per les escenes eròtiques ("de gineceu") i l'ornamentació, les poses contornejades i afectades, el manierisme dels gestos i vestits complexos, amb una gran cura en els brodats i les joies.
Una de les seues obres mestres és el got trobat a Campània en què es representa el rapte de les filles de Leucip pels Dioscurs. Eduard Gerhard va llegir la inscripció el 1839, i va identificar l'escena mitològica amb el rapte de les filles de Leucip, que abans es pensava que era la cursa d'Hipòmenes i Atalanta. El got va formar part de la col·lecció de William Hamilton i apareix en el seu retrat del 1777, pintat per Joshua Reynolds. La seua escola comprén almenys 9 pintors o grups diferents, seguidors de l'anomenat "estil florit" per ell inaugurat.
Pintava escenes dels mites d'Afrodita, Eros i Dionís, i també mites estranys, com el naixement d'Erictoni d'Atenes de manera recurrent, o escenes de la vida de les dones. Les seues figures tenen perfils allargats i formes arredonides; prestava especial atenció a la decoració de la roba, als pentinats, a les joies, sovint destacades pel daurat i la policromia.
En les seues composicions les petites figures derivades del Pintor d'Erètria, del qual tal vegada era alumne, s'ajusten als espais més grans en l'estil de l'escola de Polignot, però ell no arribà pas a la composició espacial o la capacitat dissenyadora dels models.
Se li atribueixen prop de 25 atuells, alguns gairebé calcats, especialment hídries i vasos de mitjanes dimensions. John Beazley va atribuir 192 obres a Mídies i la seua escola. Tot i que el nombre d'obres que se li atribueix no és elevat, la quantitat de peces que John Beazley a les quals denominà "submídies" o "de l'estil de Mídies" és prou per a avaluar la influència que degué tenir entre els seus contemporanis i successors immediats. L'últim catàleg raonat adscriu 36 atuells al Pintor de Mídies, 34 als seus seguidors que tenen nom i 167 als de l'"estil de Mídies".